# Пиварский, Ян Феликс
Ян Феликс Пиварский (пол. Jan Feliks Piwarski, род. до 20 ноября 1794, Пулавы — ум. 17 декабря 1859, Варшава) — польский художник и график, одни из первых польских литографов.

## Биография
Ян Феликс Пиварский родился в семье ремесленника. Живопись изучал в мастерской Йозефа Рихтера. В 1816 году переезжает в Варшаву, служит канцеляристом в Комиссии справедливости. В 1818 году становится руководителем Кабинета рисунка при библиотеке Варшавского университета и секретарём университетской библиотеки. В 1819 году Пекарский на стипендию Комиссии религиозных знаний и Общественного просвещения совершает поездку в Вену, где изучает технику рисунка и гравюры в Императорском кабинете рисунка.
Вернулся на родину Я. Ф. Пиварский в 1820 году. В 1821—1822 годах он сотрудничает с Газета Литерацка, где публикует статьи по искусству и истории. В 1820-1830 годах был художественным руководителем издательства Monumenta Regnum Poloniae Cracoviensis. Совместно с Северином Олещинским внедряет новую технологию литографии — цинкографию. В 1825 году Пиварский едет в Берлин и Дрезден, где изучает местные художественные собрания и перенимает опыт их организации.
Занимался также преподавательской деятельностью, был автором учебника «Взгляд и наука рисунка», опубликованного в 1840-1841 годах. С 1842 года — корреспондент Научного товарищества в Кракове. В 1844—1848 годах — профессор кафедры рисунка в варшавской Школе изящных искусств.

## Творчество
Я. Ф. Пекарский известен в первую очередь как мастер рисунка и гравюры. Кроме этого писал маслом, как правило пейзажи и жанровые сцены. На рисунке он передавал различные людские типы характеров, виды городов и различные актуальные события (например, Польское восстание 1830 года). Любил продемонстрировать этнографические особенности населения Польши, местные обычаи и особенности. Был пропагандистом польского искусства. К его ученикам относятся Войцех Герсон, Игнаций Герджеевский, Францишек Костжевский, Хенрик Пиллати, Йозеф Зимлер, Юзеф Шерментовский, Юзеф Бродовский, Владислав Элиодор Гуминьский.
Он был энциклопедистом, одним из авторов лозунгов и иллюстраций к энциклопедии Оргелбранда. Его имя указано в первом томе с 1859 года в списке создателей содержания этой энциклопедии.

## Галерея

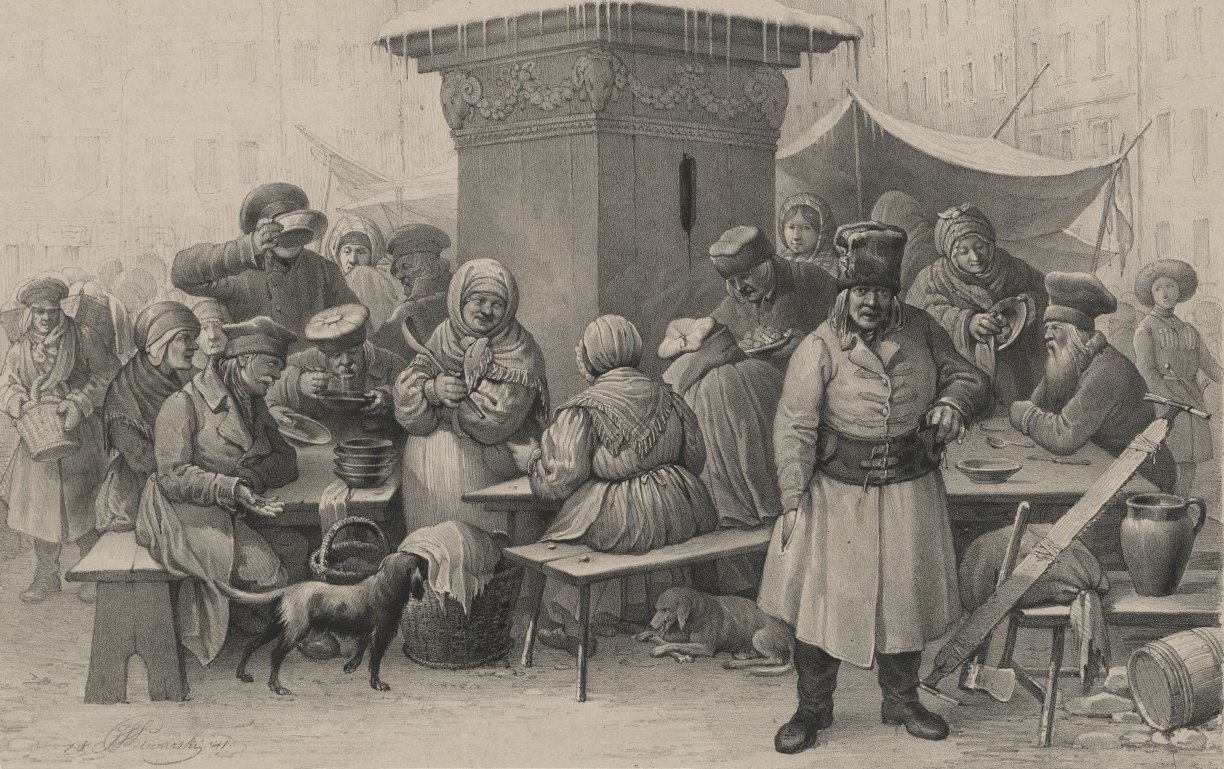
Бесплатные обеды у колодца (1841)
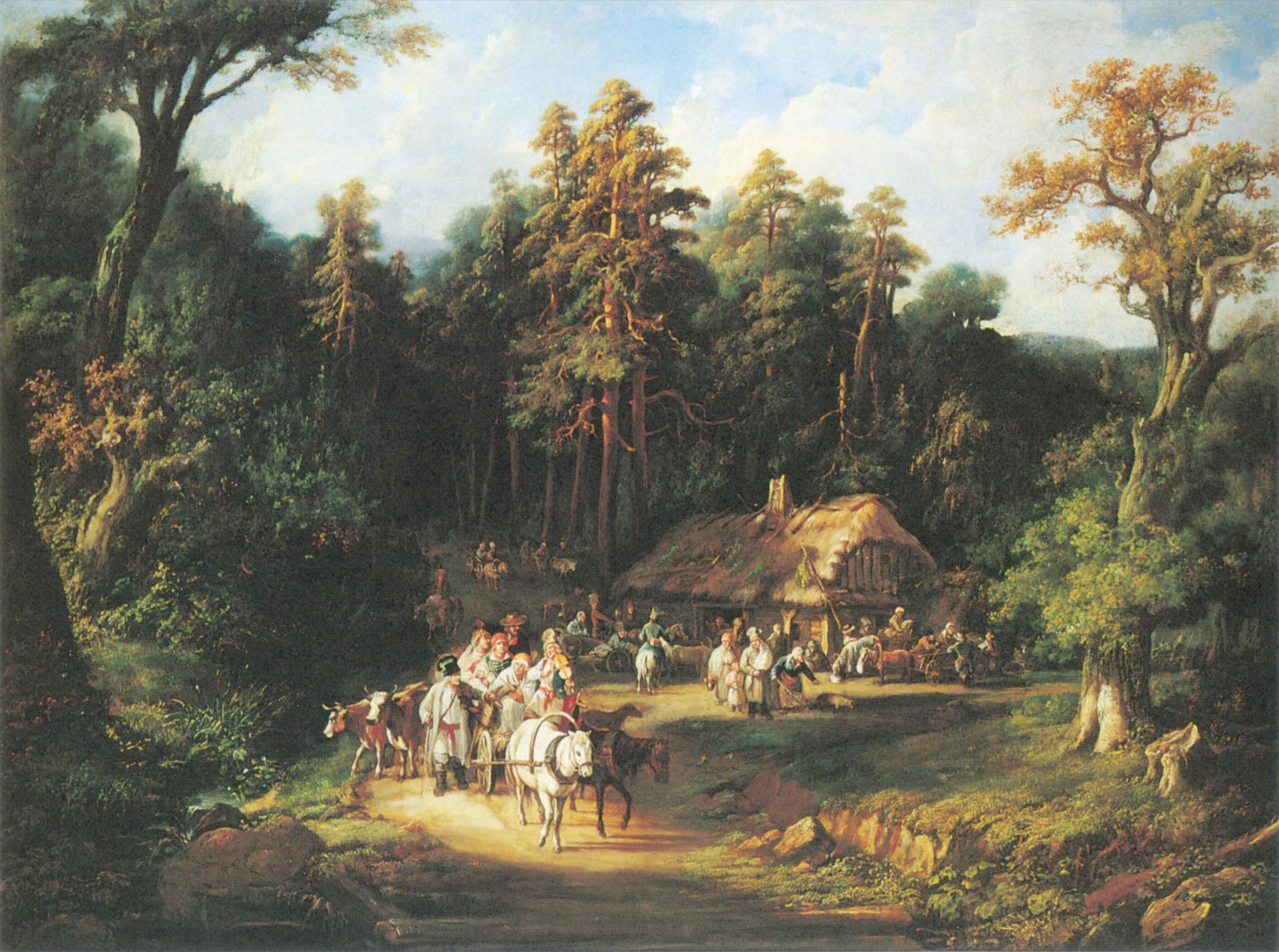
Корчма «Последний грош» (1845)
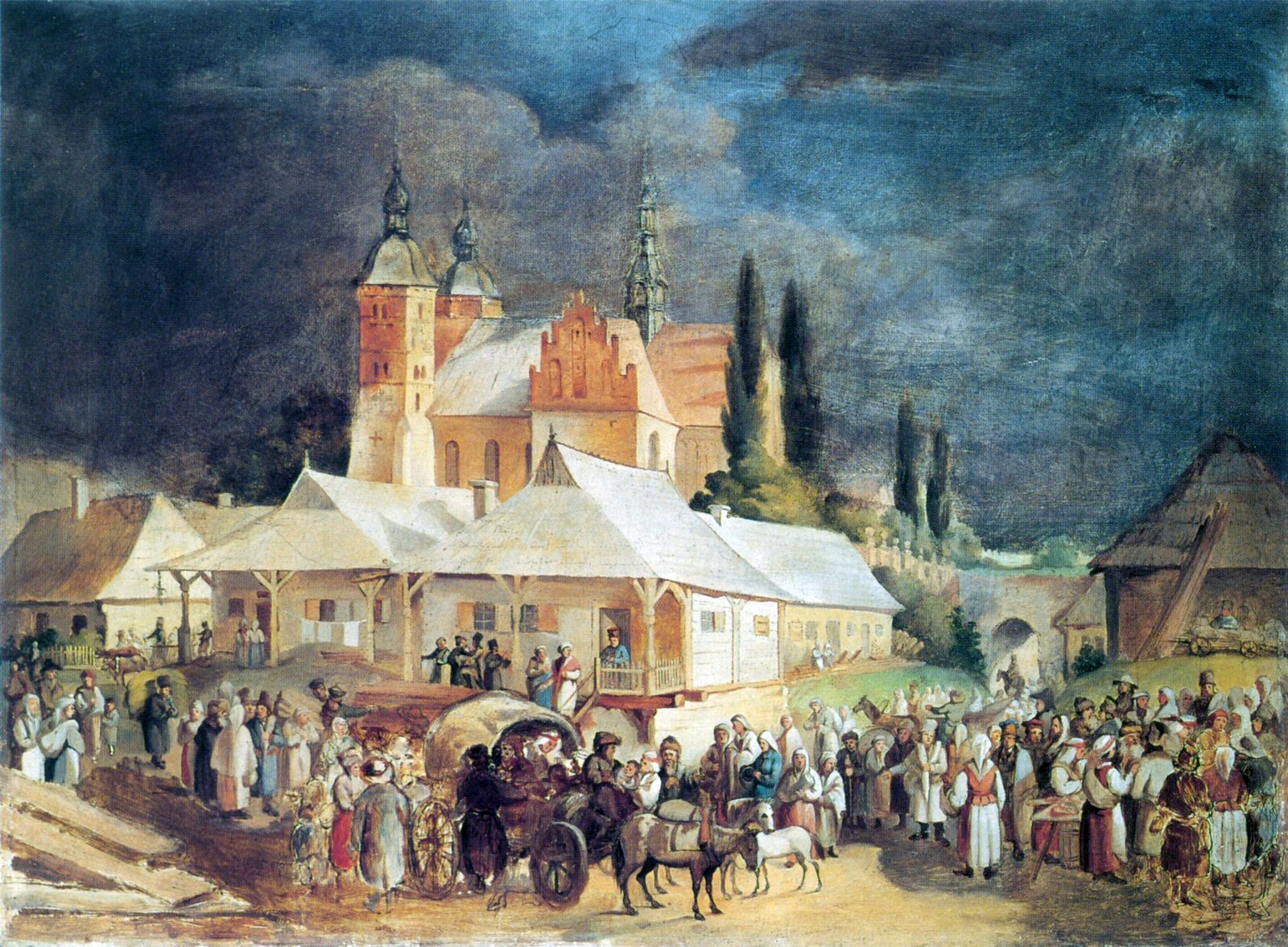
Рынок в Опатуве (1845)